# Shell Provider
Shell Provider sind Gruppen oder Unternehmen, die Shell-Accounts von Unix, Linux, BSD oder anderen Betriebssystemen zur Verfügung stellen, wo der Benutzer Anwendungen (wie zum Beispiel IRC-Bots, IRC-Server und andere) ausführen lassen kann oder den Account zur Speicherung von Daten benutzen kann.
Dieser Service ist oft entgeltlich, es gibt aber auch viele kostenlose Angebote. Diese sind in der Vergangenheit oft Ziele von Denial-of-Service-Angriffen geworden.